# Ом
Ом (Ом, Ω) — одиниця вимірювання електричного опору в системі SI. За визначенням Міжнародного бюро мір і ваг
| Один ом дорівнює опору провідника, на кінцях якого виникає напруга один вольт при силі струму один ампер за умови, що в провіднику не виникає жодної електрорушійної сили. 1 Ом = 1 В/А = 1 м²·кг·с−3·А−2. |

Одиниця названа на честь німецького фізика Георга Ома.
Оберненою одиницею є сименс: 1 См = 1 Ом−1. Крім активного опору у омах вимірюються реактивний опір та імпеданс.
Ом є похідною одиницею системи SI і не вимагає для свого визначення еталона. Однак, історично еталони Ома існували. Починаючи з 1990-х років для точного калібрування фізичних приладів використовується стала фон Клітцинга {\displaystyle R_{K}=h/e^{2}}  величина з розмірністю опору, складена з фундаментальних фізичних констант. Її значення дорівнює 25812.807557(18) Ом. Обернена до неї величина має фізичне значення провідності, яку забезпечує один носій заряду.
Юнікод має спеціальний символ U+2126 Ω, але здебільшого використовується велика грецька літера Ω. При маркуванні резисторів для позначення ома іноді використовується літера R, що ставиться замість десяткової коми: 1R3 = 1,3 Ом.